# Barbie và Ngôi nhà trong mơ
Barbie và Ngôi nhà trong mơ (Barbie: Life in the Dreamhouse) là một bộ phim ngắn hoạt hình máy tính chiếu trực tuyến trên web bởi Arc Productions và do Mattel phát hành. Phim lên sóng lần đầu vào ngày 11 tháng 5 năm 2012 trên Barbie.com, Netflix và YouTube. Hai tập đặc biệt đã lên sóng truyền hình Nickelodeon vào ngày 1 tháng 9 năm 2013.

## Danh sách tập
| Episode STT | Tên tập phim                | Ngày phát hành            |
| ----------- | --------------------------- | ------------------------- |
| 1           | Closet Princess             | ngày 20 tháng 1 năm 2012  |
| 2           | Happy Birthday Chelsea      | ngày 27 tháng 1 năm 2012  |
| 3           | Pet Peeve                   | ngày 3 tháng 2 năm 2012   |
| 4           | Rhapsody in Buttercream     | ngày 10 tháng 2 năm 2012  |
| 5           | Ken-tastic, Hair-tastic     | ngày 17 tháng 2 năm 2012  |
| 6           | Party Foul                  | ngày 24 tháng 2 năm 2012  |
| 7           | Day at the Beach            | ngày 3 tháng 3 năm 2012   |
| 8           | Sticker It Up               | ngày 10 tháng 3 năm 2012  |
| 9           | Oh How Campy                | March 17,2012             |
| 10          | Bad Hair Day                | ngày 24 tháng 3 năm 2012  |
| 11          | Licensed to Drive           | ngày 31 tháng 3 năm 2012  |
| 12          | I Want My BTV               | ngày 14 tháng 4 năm 2012  |
| 13          | Gifts, Goofs, Galore        | ngày 21 tháng 4 năm 2012  |
| 14          | The Barbie Boutique         | ngày 28 tháng 4 năm 2012  |
| 15          | The Reunion Show            | ngày 3 tháng 11 năm 2012  |
| 16          | Closet Princess 2.0         | ngày 10 tháng 11 năm 2012 |
| 17          | Sisters Ahoy                | ngày 17 tháng 11 năm 2012 |
| 18          | The Shrinkerator            | ngày 24 tháng 11 năm 2012 |
| 19          | Plethora of Puppies         | ngày 1 tháng 12 năm 2012  |
| 20          | Closet Clothes Out          | ngày 8 tháng 12 năm 2012  |
| 21          | Accidentally on Porpoise    | ngày 15 tháng 12 năm 2012 |
| 22          | Gone Glitter Gone—Part 1    | ngày 22 tháng 12 năm 2012 |
| 23          | Gone Glitter Gone—Part 2    | ngày 29 tháng 12 năm 2012 |
| 24          | Playing Heart to Get        | ngày 2 tháng 2 năm 2013   |
| 25          | Catty on the Catwalk        | ngày 9 tháng 2 năm 2013   |
| 26          | Help Wanted                 | ngày 16 tháng 2 năm 2013  |
| 27          | A Spooky Sleepover          | ngày 23 tháng 2 năm 2013  |
| 28          | A Smidge of Midge           | ngày 9 tháng 3 năm 2013   |
| 29          | Occupational Hazards        | ngày 16 tháng 3 năm 2013  |
| 30          | Ooh How Campy, Too          | ngày 23 tháng 3 năm 2013  |
| 31          | Let's Make a Doll           | ngày 30 tháng 3 năm 2013  |
| 32          | Endless Summer              | ngày 20 tháng 9 năm 2013  |
| 33          | Sour Loser                  | ngày 27 tháng 9 năm 2013  |
| 34          | Another Day at the Beach    | ngày 4 tháng 10 năm 2013  |
| 35          | Happy Bathday to You        | ngày 11 tháng 10 năm 2013 |
| 36          | Cringing in the Rain        | ngày 1 tháng 11 năm 2013  |
| 37          | The Ken Den                 | ngày 8 tháng 11 năm 2013  |
| 38          | Primp My Ride               | ngày 15 tháng 11 năm 2013 |
| 39          | Mall Mayhem                 | ngày 22 tháng 11 năm 2013 |
| 40          | The Upgradening             | ngày 29 tháng 11 năm 2013 |
| 41          | Doctor Barbie               | ngày 2 tháng 10 năm 2013  |
| 42          | Stuck with You              | ngày 9 tháng 10 năm 2013  |
| 43          | The Only Way to Fly         | Oct 16, 2013              |
| 44          | Perf Pool Party             | Oct 23, 2013              |
| 45          | Trapped in the Dreamhouse   | Oct 30, 2013              |
| 46          | Style Super Squad—Part 1    | ngày 5 tháng 2 năm 2014   |
| 47          | Style Super Squad—Part 2    | ngày 19 tháng 2 năm 2014  |
| 48          | Little Bad Dress            | ngày 19 tháng 3 năm 2014  |
| 49          | Going to the Dogs           | ngày 2 tháng 4 năm 2014   |
| 50          | Dream a Little Dream house  | Apr 16, 2014              |
| 51          | Mayor of Malibu             | Apr 30, 2014              |
| 52          | Bizzaro Barbie              | ngày 28 tháng 5 năm 2014  |
| 53          | Doll vs. Dessert            | ngày 11 tháng 6 năm 2014  |
| 54          | Going Viral                 | ngày 9 tháng 7 năm 2014   |
| 55          | Girls Day Out               | ngày 23 tháng 7 năm 2014  |
| 56          | Business is Barking         | ngày 4 tháng 9 năm 2014   |
| 57          | When the Cat's Away         | ngày 17 tháng 9 năm 2014  |
| 58          | Ice Ice, Barbie Part 1      | ngày 15 tháng 10 năm 2014 |
| 59          | Ice Ice, Barbie Part 2      | ngày 29 tháng 10 năm 2014 |
| 60          | The Amaze Chase             | Nov 12, 2014              |
| 61          | New Girl In Town            | Dec 10, 2014              |
| 62          | Malibu's Empirical Emporium | ngày 17 tháng 4 năm 2015  |
| 63          | Red Carpet Caper            | ngày 24 tháng 4 năm 2015  |
| 64          | Mission Impawsible          | ngày 1 tháng 5 năm 2015   |
| 65          | The Telethon                | ngày 8 tháng 5 năm 2015   |
| 66          | Don't Bet on It             | ngày 20 tháng 5 năm 2015  |
| 67          | Dissin' Cousins             | ngày 3 tháng 6 năm 2015   |
|             |                             |                           |